# Distretto di Pa Tio
Il distretto di Pa Tio (in thailandese: ป่าติ้ว) è un distretto (amphoe) della Thailandia, situato nella provincia di Yasothon.